# Walter Lewis
Walter Aiken Lewis (17. juli 1885 – 29. maj 1956) var en canadisk roer som deltog i de olympiske lege 1908 i London.
Lewis vandt en bronzemedalje i roning under Sommer-OL 1908 i London. Han var med på den canadiske otter som besejrede en norsk otter i kvartfinalen men som tabte i semifinalen til en britisk båd som senere vandt i finalen.